# Kubb

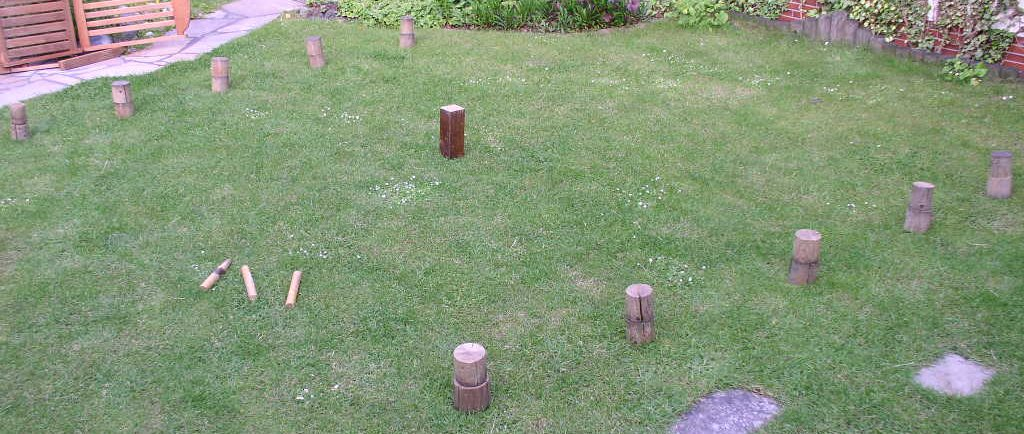
Selbstgebautes Kubb-Spiel in der Ausgangsstellung

Kubb-Spiel-Phasen, grafische Anleitung

Kubb ist ein Geschicklichkeitsspiel, das auf Rasen gespielt wird. In der heutigen Form wird es seit circa 1990 gespielt und ist vor allem in Schweden, Belgien, Deutschland, den USA und der Schweiz beliebt. Es ist aber auch in vielen anderen europäischen Ländern und auf dem asiatischen und australischen Kontinent nicht mehr selten. Im deutschsprachigen Raum wird es teilweise unter dem Titel „Wikingerschach“ vermarktet oder gespielt.

## Spielidee
Es treten zwei Mannschaften gegeneinander an. Eine Mannschaft besteht aus mindestens einer bis maximal sechs Personen. Die Spieler versuchen, jeweils die Holzklötze (Klotz=Kubb) der Gegenpartei mit Wurfhölzern umzuwerfen. Der König, der in der Mitte des Spielfelds steht, muss zuletzt getroffen werden. Wer zuerst alle Kubbs auf des Gegners Spielhälfte und den König getroffen hat, gewinnt das Spiel.

## Spielmaterial

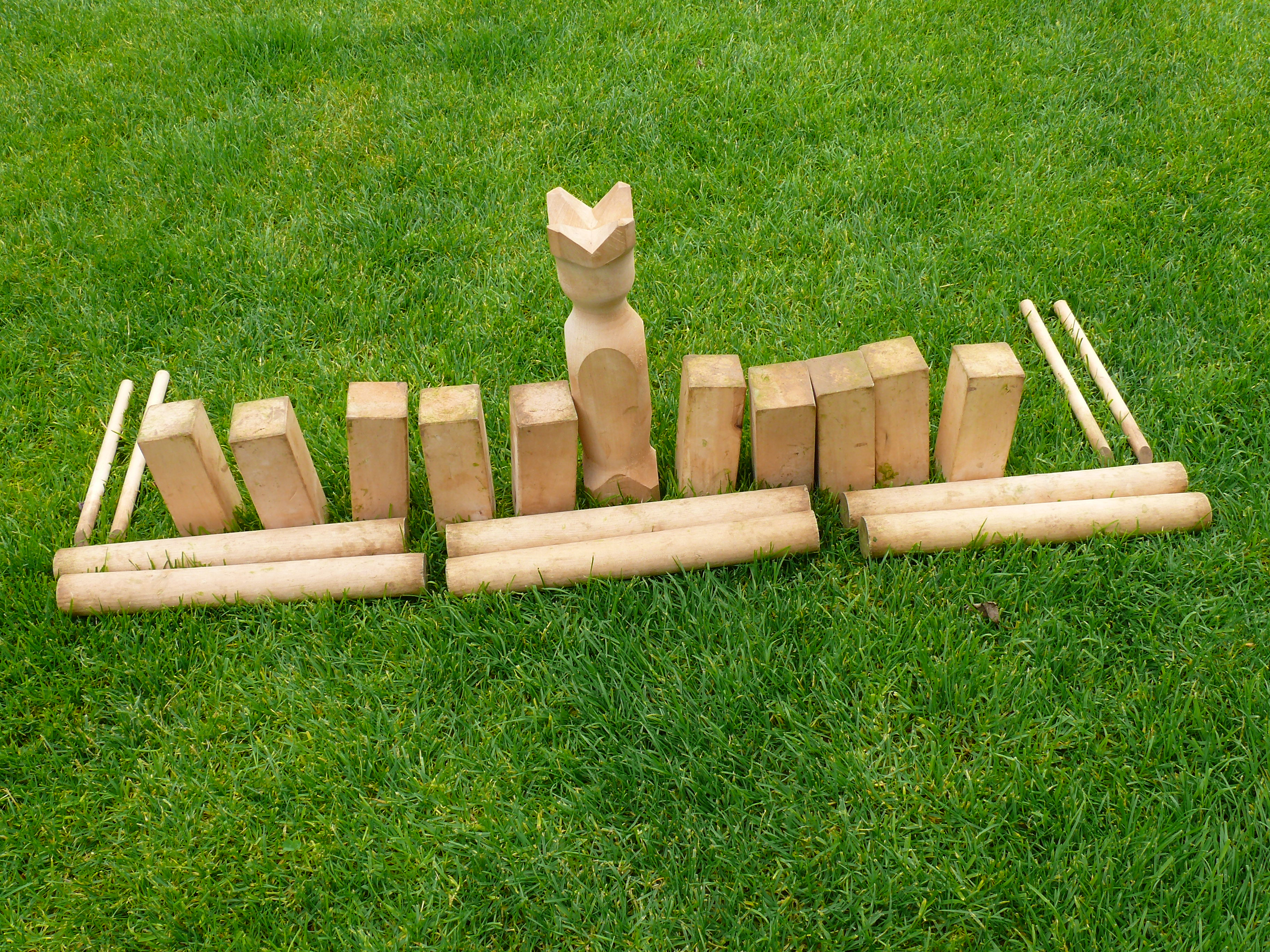
Kubb-Set mit einem König, vier Spielfeldbegrenzern, sechs Wurfhölzern und zehn Kubbs

Ein Kubbspiel wird traditionell selbst gebaut, ist aber auch käuflich erhältlich. Es besteht aus folgenden Figuren aus Holz:
- 1 König etwa 9 cm × 9 cm × 30 cm
- 10 Kubbs etwa 7 cm × 7 cm × 15 cm
- 6 Wurfhölzer Ø etwa 4,4 cm × 30 cm
- 4 Eckstäbe etwa 2 cm × 2 cm × 30 cm

Aufgrund der hohen Beanspruchung sollte dabei Hartholz verwendet werden.
Gelegentlich sind 6 Grenzhölzer im Spielset enthalten; zwei zusätzliche zur Markierung der Mittellinie.

## Spielphasen

### Spielvorbereitung

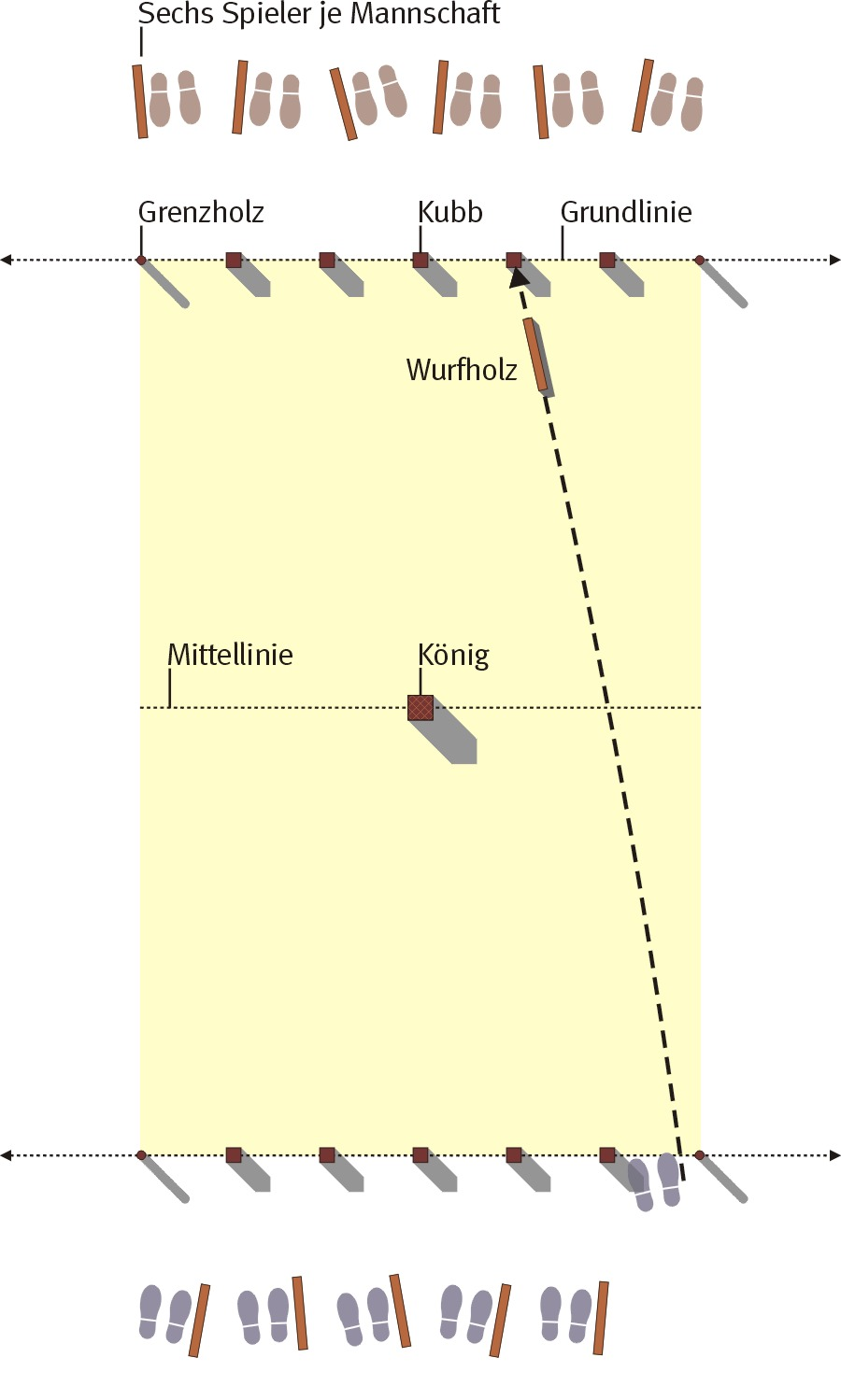
Kubb-Ausgangsposition

Bevor das Spiel beginnt, werden zwei Teams gebildet, die aus jeweils 1 bis 6 Personen bestehen.
Die traditionelle Spielfeldgröße beträgt 5 mal 8 Meter. Diese Größe kann aber je nach Fähigkeiten der Spieler frei gewählt werden. Die Fläche kann mit Grenzhölzern abgesteckt werden. Man kann Kubb auf allen möglichen Böden wie Rasen, Sand, Schnee oder festen Untergründen spielen.
Das Spiel besteht aus sechs massiven Wurf-Rundhölzern, zehn umzuwerfenden Klötzchen (Kubbs) und einem größeren König.
Je fünf Kubbs mit etwa einem Meter Abstand zueinander bilden auf jeder Seite die Grundlinie. Der König steht in der Mitte des Spielfeldes.
Die beiden Teams positionieren sich einander gegenüber zu beiden Seiten hinter ihrer jeweiligen Grundlinie, die durch die aufgestellten Kubbs (Grundlinien- oder Basiskubbs) gebildet wird.
Ein Spiel besteht aus mehreren Spielrunden. Welches Team die erste Spielrunde beginnt, wird ausgelost. Danach wechselt das Erstwurfsrecht pro Spielrunde. Eine alternative Regel besagt, dass jedes Team einen einzigen Versuch hat, mit einem Wurfholz dem König möglichst nahe zu kommen. Das Team, dessen Wurfholz dem König am nächsten kommt, ohne ihn umzuwerfen, darf beginnen.

### Spielverlauf

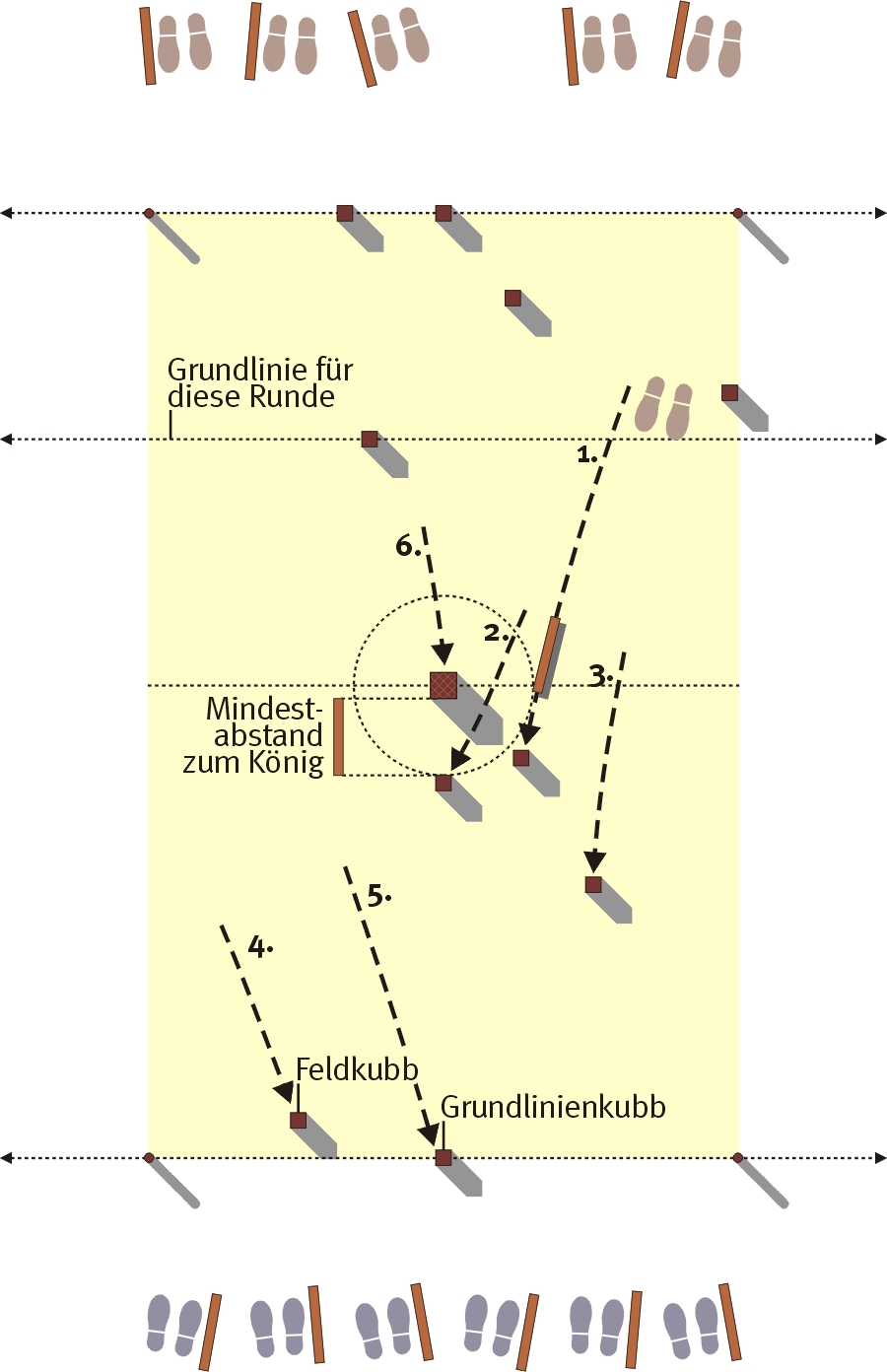
Beispielhafte Spielsituation

Das beginnende Team A erhält als erstes die sechs Wurfhölzer. Alle Teammitglieder bekommen nach Möglichkeit dieselbe Anzahl an Wurfhölzern. Nun wird versucht, die gegnerischen Kubbs durch Werfen der Rundhölzer zu fällen. Dabei wird grundsätzlich von unten geworfen. Der Stab soll dabei mit seiner Längsachse in Wurfrichtung fliegen, Horizontalwürfe und rotierende Würfe sind verboten. Die Wurfhölzer und eventuell umgeworfene Kubbs bleiben liegen, bis alle Teammitglieder ihre Hölzer geworfen haben. Nachdem Team A seine Würfe abgeschlossen hat, sammelt Team B alle Wurfhölzer und umgeworfenen Kubbs ein und ist nun an der Reihe.

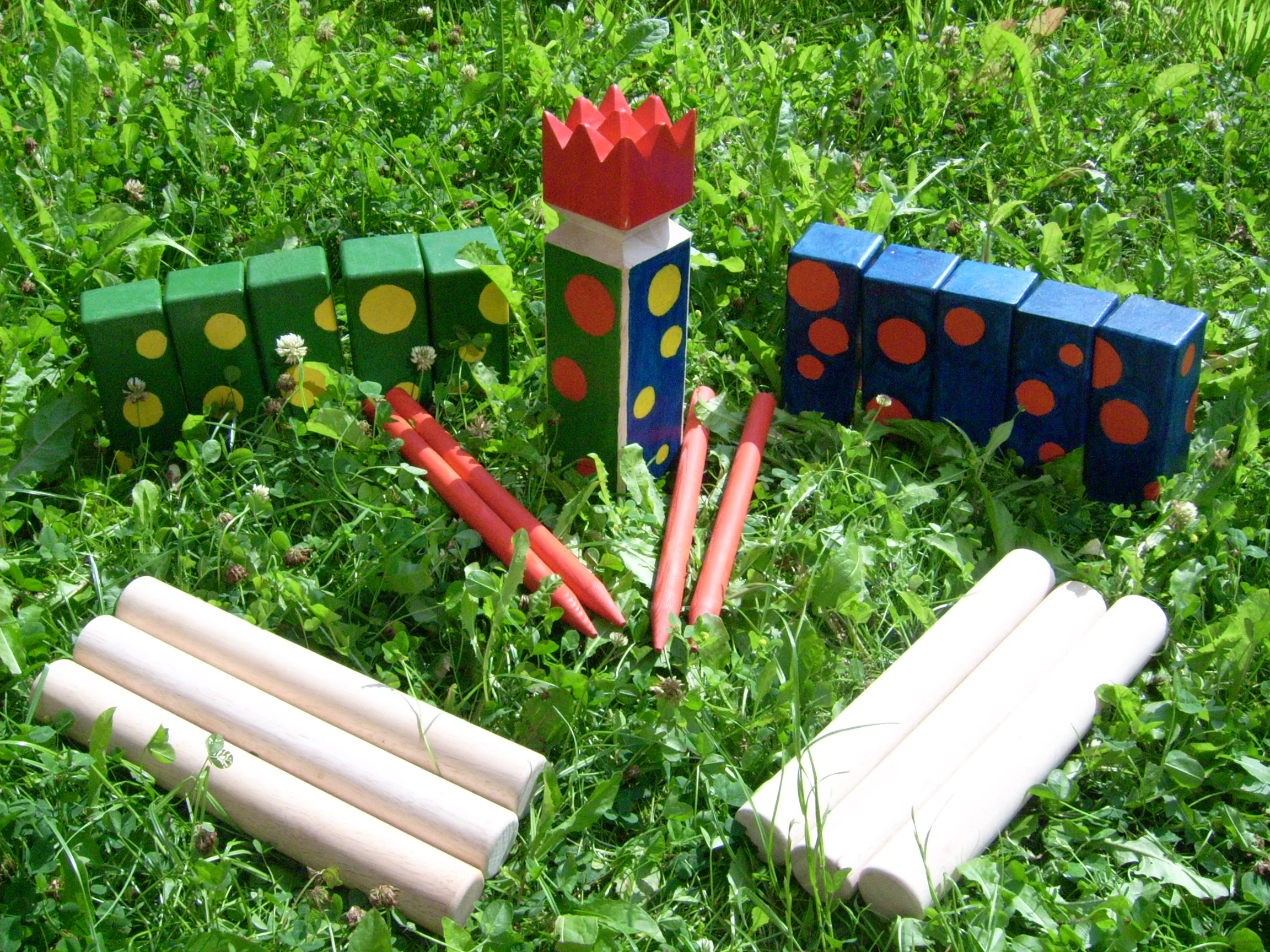
Farbig gestaltetes Kubb-Spiel

Die umgefallenen Kubbs werden nun von Team B in die Feldhälfte von Team A geworfen. Die Mitglieder von Team A stellen die Kubbs dort auf, wo sie liegen geblieben sind. Dabei ist es jedoch den Teammitgliedern freigestellt, in welche Richtung der Kubb zum Hinstellen gekippt wird. Liegt der Kubb auf der Mittellinie oder einer der Außenlinien, so muss er immer so aufgestellt werden, dass mindestens die Hälfte seiner Grundfläche über die Linienmitte ragt. Team B hat pro Kubb maximal zwei Versuche, um die gegnerische Feldhälfte zu treffen. Landet der Kubb auch beim zweiten Versuch außerhalb der gegnerischen Feldhälfte, darf Team A den Kubb selbst von der gegnerischen Grundlinie in die eigene Feldhälfte einwerfen. Der Kubb muss dabei vom König oder von den Eckpunkten mindestens eine Wurfholzlänge Abstand einhalten. Die eingeworfenen Kubbs werden Feldkubbs genannt.
Meist wird Team B versuchen, die Feldkubbs möglichst nahe hinter die Mittellinie zu werfen. Dies hat den Vorteil, dass sie aufgrund der geringeren Distanz einfacher zu treffen sind. Ebenso wird meist versucht, die Feldkubbs möglichst nahe beieinander zu positionieren, damit die Chance besteht, mit den folgenden Wurfholzwürfen zwei oder mehr Kubbs auf einmal zu fällen. Es besteht ebenfalls die Möglichkeit die Feldkubbs zu stapeln sofern sie durch einen anderen Feldkubb getroffen werden. Man bezeichnet einen Wurf als „Adamus“-Wurf, wenn gestapelte Feldkubbs getroffen werden, der untere Kubb jedoch stehen bleibt.
Nachdem alle Feldkubbs platziert sind, wirft Team B mit den sechs Wurfhölzern auf die Kubbs in der Feldhälfte von Team A. Dabei müssen zuerst alle Feldkubbs umgeworfen werden. Falls einer der Basiskubbs umfällt, bevor alle Feldkubbs gefällt wurden, muss dieser wieder aufgestellt werden. Sobald Team B alle Feldkubbs gefällt hat, darf es wieder auf die Basiskubbs von Team A werfen. 
Anschließend ist Team A wieder an der Reihe. Auch Team A wirft zunächst alle Kubbs, die von Team B umgeworfen wurden, in die gegnerische Feldhälfte. Falls es Team B nicht gelungen war, alle Feldkubbs zu fällen, darf Team A nun mit den Wurfhölzern bis zu dem Feldkubb in seiner Hälfte vorgehen, der der Mittellinie am nächsten steht. Dieser Kubb bildet also die neue Wurflinie für diese Runde von Team A.

### Spielende
Sobald ein Team alle gegnerischen Feld- und Basiskubbs umgeworfen hat, darf es von der Grundlinie auf den König werfen. Falls es den König umwirft, hat dieses Team das Spiel gewonnen.
Wirft ein Team den König um, bevor es alle gegnerischen Feld- und Basiskubbs umwerfen konnte, so hat es das Spiel verloren.

## Spielvarianten

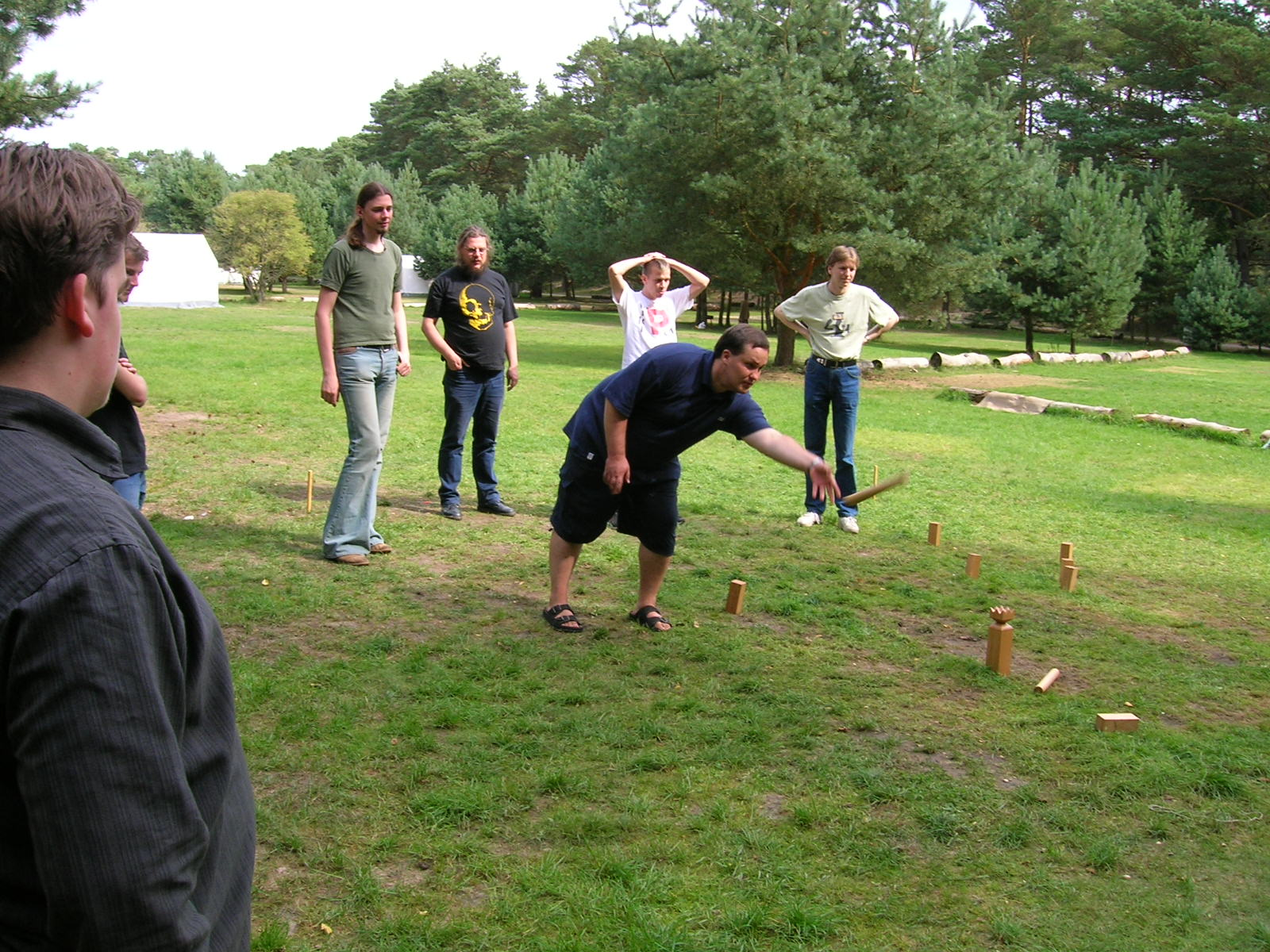
Kubbspieler

Wie bei fast jedem Spiel gibt es auch beim Kubb eine Reihe von Varianten der oben dargestellten Regeln. Die einfachste Variante ist dabei eine Verkleinerung des Spielfeldes oder eine geringere Zahl der Basiskubbs, um das Spiel etwas zu verkürzen.
Eine Variante bezieht sich auf die Platzierung der Feldkubbs. Dabei kann von der einwerfenden Partei versucht werden, bereits vorher eingeworfene Feldkubbs zu treffen. Gelingt dies, so dürfen die Kubbs zu einem Turm gestapelt (übereinander) oder nebeneinander in Reihe aufgestellt werden.
Nach einer weiteren Variante werden gefällte Basiskubbs direkt aus dem Spiel genommen, sie werden also nicht wieder in das gegnerische Feld geworfen. Dies verkürzt die Spielzeit erheblich und ermöglicht es Kubb-Neulingen, erst einmal ein Gefühl für das Werfen zu bekommen.
Ebenso ist es möglich, bei Spielen mit Erwachsenen und kleinen Kindern (etwa drei bis fünf Jahre) den Kindern zu erlauben, immer ab der Mittellinie zu werfen.
Um das Ende des Spiels noch spannender zu machen, gibt es in einer Variante die Auflage, den König mit dem Rücken zum Spielfeld und einem durch die Beine hindurch geworfenen Holz zu treffen. Eine weitere Möglichkeit ist, dass der König von Rechtshändern mit links und von Linkshändern mit rechts abgeworfen werden muss, um zu gewinnen.
Ebenfalls gibt es die Möglichkeit zu Spielbeginn eine „schwarze Witwe“ und eine „Jokerin“ zu definieren. Wird die „schwarze Witwe“ getroffen, ist die Wurfrunde für den Werfer beendet. Wird die Jokerin getroffen, startet die Wurfrunde hingegen von Neuem.
In Finnland ist ein ähnliches Spiel namens Mölkky mit Wurfhölzern verbreitet, das allerdings nicht im Team, sondern im Modus „Jeder gegen Jeden“ gespielt wird. Eine weitere Variante ist in Russland unter dem Namen Gorodki bekannt.

## Wettbewerbe

### „VM i Kubb“ – Die Kubbweltmeisterschaften
Seit 1995 finden jährlich in Rone auf der schwedischen Insel Gotland die „offiziellen“ Kubb-Weltmeisterschaften statt. Die Kubb-Meisterschaft ist offen für alle Kubb-Teams, die sich anmelden, dabei gelten keine Altersbeschränkungen.
Im Jahr 2002 kamen 183 Teams mit jeweils sechs Mitgliedern zusammen, um den Titel zu erringen. Das Alter der Teilnehmer lag dabei zwischen acht und 85 Jahren. Im Jahr 2005 fand die „VM i Kubb“ an zwei Wettkampftagen statt, dem 5. und 6. August. Dabei fanden am ersten Tag die komplette Qualifikationsrunde sowie alle Finalrunden statt, lediglich das Finalspiel startete am zweiten Tag. Dieser zweite Tag war ansonsten ausgefüllt mit der kleinen Meisterschaft sowie einem Gruppenspiel aus insgesamt 64 Teams, die sich in diesem und im Vorjahr qualifiziert hatten. Als Sieger und Weltmeister gingen auch dieses Jahr die Teilnehmer des Teams „Ekeby“ vom Platz.
Im Jahr 2008 waren wieder 160 Mannschaften am Start und das Teilnehmerfeld so international wie nie zuvor: Teams nicht nur aus Schweden, sondern auch aus Ländern wie Großbritannien, Österreich, Deutschland, Frankreich und Australien nahmen teil. Das Team „Ekeby“ war in den letzten Jahren die erfolgreichste Mannschaft, 2008 schlugen sie im Finale das deutsche Team „Fortschritt99“, 2009 das Team „Gloria Victis“. 2010 gewann das Team „Gloria Victis“, Team „Ekeby“ schied bereits in der Vorrunde aus.
Im Jahr 2013 ging der Weltmeistertitel das erste Mal nach Deutschland an das deutsche Auswahlteam „Kubb’Ings“.
Als drittes Team in der Kubb-Geschichte konnte das deutsche Auswahlteam seinen Titel aus dem Vorjahr verteidigen. 2015 spielten die Gipfelstürmer mit einem eigenen Team und holten mit österreichischen und schwedischen Freunden den Titel sogar das dritte Mal in Folge nach Deutschland. 2015 siegten die Kubb’Ings bei der Lilla VM am Samstag gegen Gloria Victis.
2016 formierten sich die beiden Rostocker Einzelteams zu „Kubb’Ings and Fortschritt99“ und konnten den WM-Titel erneut nach Deutschland holen. Der Sieger der Lilla VM am Samstag waren Mulde Fritidsby aus Schweden.

#### Siegerliste seit 1995
| Jahr | Teams     | Weltmeister                                      | Vize-Weltmeister       | 3. Platz                    | 4. Platz                    |
| 1995 | 28 Teams  | Fole/Hejnum                                      | Centralföreningen      | Team Ekeby                  | De 6 kubbspelarna           |
| 1996 | 59 Teams  | Team Ekeby                                       | Slappers Rone City     | Visby AIK 1                 | Palmkvists Sorkar           |
| 1997 | 76 Teams  | Team Ekeby                                       | Vambi                  | Centralföreningen           | Roma                        |
| 1998 | 108 Teams | Fole/Hejnum                                      | Vambi                  | Guteresor                   | Palmqvists Sorkar           |
| 1999 | 128 Teams | Fole/Hejnum                                      | Onda papperets lag     | Team Roma                   | Centralföreningen           |
| 2000 | 127 Teams | United States                                    | Boffen ́s Drängar       | By-Pers-Iris                | Hajo                        |
| 2001 | 170 Teams | Team Ekeby                                       | Sudret Losers          | Kubbikarna                  | Jägarna                     |
| 2002 | 208 Teams | Team Ekeby                                       | Kubbikarna             | Fole/Hejnum                 | Inge Lip                    |
| 2003 | 176 Teams | Team Ekeby                                       | Sportskubb Sportsklubb | Kubbikarna                  | Emmas Pojkar                |
| 2004 | 168 Teams | Sportskubb Sportsklubb                           | Mbinu Mashujaa         | Elefantbajs 2000            | Korpen Nybro                |
| 2005 | 145 Teams | Team Ekeby                                       | Elefantbajs 2000       | Granskogarna                | Maltes Bil & Rep            |
| 2006 | 140 Teams | Elefantbajs 2000                                 | Team Ekeby             | Korpen Nybro                | Mandelkubbar                |
| 2007 | 154 Teams | Team Ekeby                                       | Boffens drängar        | Jonssons trutar             | Flintstones                 |
| 2008 | 160 Teams | Team Ekeby                                       | Fortschritt99          | Gloria Victis               | Korpen Nybro                |
| 2009 | 179 Teams | Team Ekeby                                       | Gloria Victis          | Fortschritt99               | Mixkubbarna                 |
| 2010 | 196 Teams | Gloria Victis                                    | Signalgatan            | Fortschritt99               | Emmas Pojkar                |
| 2011 | 192 Teams | Team Ekeby                                       | Elefantbajs 2000       | SMP Basel United            | Gloria Victis               |
| 2012 | 178 Teams | Team Ekeby                                       | Berras Sorkar          | Gloria Victis               | SMP Basel United            |
| 2013 | 170 Teams | Kubb’Ings                                        | Menage A Trois         | Gloria Victis               | Emmi Gardell                |
| 2014 | 185 Teams | Kubb’Ings meets Biersekte, Gipfelstürmer & RZKKC | Claire Mni -2014       | Menage A Trois              | Gloria Victis               |
| 2015 | 181 Teams | Gipfelstürmer & Freunde                          | SMP Basel United       | T Is Gebeurd!               | Berras Sorkar               |
| 2016 | 170 Teams | Kubb’Ings and Fortschritt99                      | Berras Sorkar          | Gipfelstürmer & Freunde     | Emmi Gardell                |
| 2017 | 176 Teams | Blue/Orange                                      | KP Wilddogs            | Kubb Monsieur               | Hest United                 |
| 2018 | 168 Teams | KP Wilddogs                                      | Horstbrod              | Kubb Klub Vrsovka & Friends | Chaska Kubb                 |
| 2019 | 150 Teams | Belgian Bastards                                 | Horstbrod              | Stranded Goose              | Kubb’Ings & Gipfelstürmer   |
| 2022 | 130 Teams | FSU                                              | Blue Orange            | Stranded Goose              | KP Wild Dogs                |
| 2023 | 107 Teams | Stranded Goose                                   | Hellacopters           | Blue/Orange                 | No Ragrets                  |
| 2024 | 117 Teams | Stranded Goose                                   | Hablingbo              | No Ragrets                  | Håie Putta Bra              |
| 2025 | 134 Teams | Blue/Orange                                      | Stranded Goose         | No Ragrets                  | Gipfelstürmer & Suppentiger |

### Kubb-EM – Die Europameisterschaften in Berlin
In Berlin finden seit 2011 alljährlich Ende Juli die offiziellen Kubb-Europameisterschaften der European Kubb Federation statt. Die Kubb-EM ist eine offene Meisterschaft für alle europäischen Teams ab drei Personen. Seit 2018 wird zusätzlich am Vortag des Hauptturnieres auch der Europameister im Sechser-Team ermittelt.

#### Geschichte
Bei der ersten EM 2011 rangen 53 Teams aus neun Ländern in zehn Stunden um eine bestmögliche Platzierung. Im Finale standen sich The CH-ubbers (CH) und Fortschritt99 (GER) gegenüber, aus dem Fortschritt99 als erster Europameister hervorging.
Im Jahre 2012 kämpften 63 Teams um den Titel. Es standen sich die Kubb’Ings sowie Fortschritt99 gegenüber, wobei die Kubb’Ings sich mit 3:1 durchsetzten und für ein Jahr den Wanderpokal mit nach Hause nehmen konnten. Das Finale wurde das erste Mal in einem Best-of-Five-Modus ausgetragen.
Das Jahr 2013 bescherte der EM 66 Teams. Dort standen sich der Titelträger 2012 Kubb’Ings (GER) und Nobody Puts Gute in the Corner (SWE) (ein Mixedteam aus Team Ekeby und Menage a Trois) gegenüber. Die Kubb’Ings setzten sich nach 2:0-Führung knapp mit 3:2 durch und wurden somit erster Doppel-Europameister.
2014 wurde erneut ein neuer Teilnehmerrekord mit 78 Teams erreicht. Nach dem heißesten Tag des Jahres standen sich letztlich im Finale Breitizone aus der Schweiz und der amtierende Europameister Kubb’Ings aus Deutschland gegenüber, wobei die Kubb’Ings mit 3:0 in dem im Best-of-Five-Modus ausgetragenen Finale die Oberhand behielten.
Die EM 2015 war durch eine erneute Rekordmarke an teilnehmenden Teams (90) geprägt. Im Finale standen sich die „Gipfelstürmer“ als Sieger der Siegerrunde und die 3-fachen Titelverteidiger Kubb’Ings aus Rostock gegenüber. Aufgrund der Wetterbedingungen (starker Wind und Regen) wurde das Finale wie 2011 nur in einem Best-of-Three Modus ausgetragen, wobei die Titelverteidiger erneut mit einem 2:1 den Sieg davon tragen konnten.
2016 wurde die EM am 23. Juli 2016 am bekannten Austragungsort veranstaltet. Diesmal nahmen 67 Teams am Turnier teil. Im Finale standen sich der vierfache Sieger und gleichzeitig Sieger der Siegerrunde Kubb’Ings aus Rostock sowie dem überraschend starken Team Baus It Up aus der Schweiz gegenüber. Das verkürzte Finale (Best-of-Three) endete wiederum mit dem 2:1-Sieg der Kubb’Ings.
Ab 2018 wurde die EM in Berlin erstmals über zwei Disziplinen ausgetragen. Am 20. Juli wurde „Kubb Monsieur“ aus Belgien erster Europameister im 6er Team. Am Samstag, dem 21. Juli, fand dann die traditionelle EM im Dreierteam statt. Hier führte das Team „Kubb’Ings“ aus Deutschland seine Erfolgsgeschichte weiter und holte sich zum siebten Mal in Folge den Titel.
2019 holten sich die Kubb’Ings, nach einem verworfenen Königswurf des Gegners im fünften und entscheidenden Satz, zum achten Mal in Folge den EM-Titel.
Am 25. und 26. Juli 2025 findet die nächste EM in Berlin statt.

#### Siegerliste 3vs3
| Jahr | Teams    | Europameister       | 2. Platz                       | 3. Platz                    | 4. Platz             |
| 2011 | 53 Teams | Fortschritt99       | The CH-ubbers                  | Kubb’Ings                   | kubbios              |
| 2012 | 63 Teams | Kubb’Ings           | Fortschritt99                  | De falschi Haas             | Öpfelbaum            |
| 2013 | 66 Teams | Kubb’Ings           | Nobody puts Gute in the corner | De Giuseppe & sini Kubbcrew | Muldeprinsarna       |
| 2014 | 78 Teams | Kubb’Ings           | Breitizone                     | Öpfelbaum                   | Fortschritt99        |
| 2015 | 90 Teams | Kubb’Ings           | Gipfelstürmer                  | RZKKHC                      | Öpfelbaum 2          |
| 2016 | 67 Teams | Kubb’Ings           | Baus It Up                     | Öpfelbaum                   | Breitizone           |
| 2017 | 66 Teams | Kubb’Ings           | 40+                            | Breitizone                  | Gipfelstürmer        |
| 2018 | 58 Teams | Kubb’Ings           | ECT                            | Trä som behöver öl          | Kubbless             |
| 2019 | 49 Teams | Kubb’Ings           | The Kubboys                    | Našrot                      | Gipfelstürmer        |
| 2020 | 30 Teams | ILTIS               | jpv-kubbgames                  | Kubb’Ings                   | kubb-sh              |
| 2021 | 43 Teams | Kubb’Ings           | Gipfelstürmer                  | Kubbless                    | de Woodys            |
| 2022 | 48 Teams | Kubb’Ings           | Kubb Kubb Hurra                | ILTIS                       | Gipfelstürmer        |
| 2023 | 42 Teams | Ich fühl mich Woody | Gipfelstürmer                  | Schünchen                   | Füchse Wahrstorf     |
| 2024 | 45 Teams | Kubb'Ings           | Gipfelstürmer                  | Suppentiger                 | jpv games feat. Sven |
| 2025 | 32 Teams | Kubb'Ings           | Gipfelstürmer                  | Kubb-SH                     | kubbalibre           |

#### Siegerliste 6vs6
| Jahr | Teams   | Europameister         | 2. Platz                  | 3. Platz              | 4. Platz                   |
| 2018 | 9 Teams | Kubb Monsieur         | Gipfelstürmer & Kubb’Ings | Kubb Klub Jaroměř     | ECT                        |
| 2019 | 7 Teams | Kubb Klub Jaroměř     | Gipfelstürmer & Kubb’Ings | kubb-sh               | de Woodys                  |
| 2020 | 5 Teams | Gipfelstürmer & jpv   | de Woodys                 | BerlinCS              | kubb-sh                    |
| 2021 | 5 Teams | Kubbless              | snipernde Gipfelstürmer   | de Woodys             | Kubbfreunde durstiges Holz |
| 2022 | 9 Teams | de Woodys & Schünchen | Gipfelstürmer & kubb-sh   | Teutonen              | Schon mal gespielt?!       |
| 2023 | 4 Teams | Gipfelstürmer         | BerlinCS unterirdisch     | de Hoodys & Schönchen | De Kwakkers                |
| 2024 | 6 Teams | Gipfelstürmer         | SWECHDE                   | Bóbr Kubber           | BerlinCS unterirdisch      |

### EKC – European Kubb Championships
Die Verbände aus Deutschland, Belgien und der Schweiz gründeten die European Kubb Championships unter der Leitung der European Kubb Association (EKA)
Hier werden nun in 3 Wettbewerben 1vs1, 3vs3 und 6vs6 die Europameister der Verbände gesucht. Im Jahr 2018 nahmen bereits 8 Nationen teil (Schweiz, Belgien, Deutschland, Schweden, Tschechien, Österreich, Italien und Spanien). 2019 fand die European Kubb Championship in Antwerpen/Belgien mit 12 Nationen statt (Schweiz, Belgien, Deutschland, Schweden, Tschechien, Österreich, Frankreich, Spanien, England, Italien, Niederlande und Norwegen). 2020 & 2021 fiel sie coronabedingt aus. 2022 fand die European Kubb Championship in Wismar/Deutschland mit 12 Nationen statt (Schweiz, Belgien, Deutschland, Schweden, Tschechien, Österreich, Frankreich, Spanien, England, Italien, Niederlande und Luxemburg). 2022 fand die European Kubb Championship in Stockholm/Schweden mit 15 Nationen statt (Schweiz, Belgien, Deutschland, Schweden, Tschechien, Österreich, Frankreich, Spanien, England, Italien, Niederlande, Luxemburg, Norwegen, Polen und Irland).

#### Siegerliste 1vs1
| Jahr | Spieler           | Europameister  | 2. Platz          | 3. Platz          | 4. Platz        |
| 2018 | 140 Spieler       | Joakim Ekelöf  | Kenny Corsus      | Marco Bleiker     | Jacky Suter     |
| 2019 | 196 Spieler       | Nicolas Neyt   | Jürgen Mommerency | Yentel Castrel    | Stefan Obrist   |
| 2022 | 220 Spieler*Innen | Yentel Castrel | Joakim Ekelöf     | Christoph Fischer | Roger Züst      |
| 2023 | 243 Spieler*Innen | Yentel Castrel | Marc Binder       | Joakim Ekelöf     | Josef Björklund |
| 2024 | 280 Spieler*Innen | Petr Forst     | Joakim Ekelöf     | Marc Binder       | Patrik Velc     |
| 2025 | 336 Spieler*Innen | Kim Heremans   | Jacky Suter       | Yentel Castrel    | Jorn Lagaet     |

#### Siegerliste 3vs3
| Jahr | Teams     | Europameister | 2. Platz      | 3. Platz           | 4. Platz        |
| 2018 | 92 Teams  | Kubb’Ings     | Kubb Monsieur | Blue/Orange        | Blue/Orange 2.0 |
| 2019 | 70 Teams  | Kubb Monsieur | Fight Kubb    | Kurpark Lame Ducks | Teutonen        |
| 2022 | 105 Teams | Breitizone    | Kubbless      | Parate Bees        | Kubb’Ings       |
| 2023 | 108 Teams | Famagusta     | Gipfelstürmer | Breitizone         | Našrot          |
| 2024 | 134 Teams | Kubb Monsieur | Breitizone    | Horstcrew          | Blue/Orange     |
| 2025 | 137 Teams | Beast         | Kubb Monsieur | Breitizone         | De Leutemakers  |

#### Siegerliste Nationalteams (6vs6)
| Jahr | Teams    | Europameister | 2. Platz      | 3. Platz      | 4. Platz      |
| ---- | -------- | ------------- | ------------- | ------------- | ------------- |
| 2018 | 13 Teams | Belgien 1     | Belgien 2     | Schweiz 1     | Schweiz 2     |
| 2019 | 12 Teams | Belgien 1     | Schweden 1    | Deutschland 1 | Deutschland 2 |
| 2022 | 16 Teams | Tschechien 1  | Schweden 1    | Deutschland 1 | Belgien 1     |
| 2023 | 16 Teams | Schweden 1    | Schweiz 2     | Schweiz 1     | Schweden 3    |
| 2024 | 16 Teams | Belgien 1     | Schweiz 1     | Belgien 2     | Schweiz 2     |
| 2025 | 13 Teams | Belgien 1     | Deutschland 2 | Tschechien    | Deutschland 1 |

### Meisterschaften (Europa)

#### Deutschland
Von 2002 bis 2005 wurde das Turnier als „offene Berliner Meisterschaft“ ausgetragen. Ab dem Jahre 2006 wurde dieses Turnier zu den „German Kubb Masters“ umfunktioniert, das bis 2010 die inoffizielle Deutsche Meisterschaft im Kubb war. Das Turnier wurde vom Kubbsport Berlin e. V. geleitet. Im Jahr 2011 fand keine Deutsche Meisterschaft statt. Somit konnte sich der Titelträger 2010 auch 2011 mit dem Titel schmücken. Im Jahr 2012 wurde die „German Kubb Masters“ in „Deutsche Meisterschaft“ umbenannt. Nach der Aufrechterhaltung und Rettung der Deutschen Meisterschaft nahm sich die neue Plattform Kubb-Deutschland der deutschen Meisterschaft an und veranstaltet diese seit 2013 nun in Leipzig.
Seit 2018 wird eine deutsche Meisterschaft vom Deutsche Kubb-Bund e. V. ausgetragen. Der Veranstaltungsort wird rotierend vergeben. Die deutschen Meisterschaften finden im 1vs1 (Stößel-Cup), 3+vs3+ und 6vs6 statt. Im Jahr 2018 fand bereits die erste Version satt, allerdings wurde hier nur das 6vs6 gespielt (1. Gipfelstürmer + Kubb'Ings, 2. Hägar Schindhard, 3. Bomb the King, 4. eTksa).

#### Siegerliste ab 2019 (DM by DKubbB)
|    | 1vs1            | 3+vs3+              | 6vs6                      |
| -- | --------------- | ------------------- | ------------------------- |
| 🥇 | Jens Meier      | Kubb'Ings           | Gipfelstürmer & Kubb'Ings |
| 🥈 | Simon Wadle     | ILTIS               | Hägar Schindhard I        |
| 🥉 | Julian Vorrink  | Tusen Tack          | trä som behöver öl        |
| 4️⃣ | Christian Dietl | Hägar Schindhard II | Hexagon                   |

|    | 1vs1           | 3+vs3+           | 6vs6            |
| -- | -------------- | ---------------- | --------------- |
| 🥇 | Robert Harnack | Kubb'Ings        | Kubbless'Ings   |
| 🥈 | David Jüttke   | Kubbless         | Teutonen        |
| 🥉 | Julian Vorrink | Kubb Kubb Hurra  | Tusen Hägar 3.0 |
| 4️⃣ | John Krause    | Laienspieltruppe | kubb-sh         |

|    | 1vs1           | 3+vs3+        | 6vs6                    |
| -- | -------------- | ------------- | ----------------------- |
| 🥇 | Robert Harnack | jpv games     | Schünchen               |
| 🥈 | Jais Langer    | Gipfelstürmer | Provinzhauptstadt       |
| 🥉 | Andreas Thor   | Kubb'Ings     | kubb-sh & Gipfelstürmer |
| 4️⃣ | David Jüttke   | kubb-sh 1     | Laienspieltruppe        |

##### Siegerliste ab 2002
| Jahr | Teams    | 1. Platz                 | 2. Platz               | 3. Platz                 | 4. Platz                    |
| 2002 | 9 Teams  | Kubbsport Berlin         | ?                      | ?                        | ?                           |
| 2003 | 14 Teams | Kubbsport Berlin         | ?                      | ?                        | ?                           |
| 2004 | 21 Teams | Kubbsport Berlin         | The Big Squeeze        | ?                        | ?                           |
| 2005 | 29 Teams | Fischkübbe               | Les Trois              | ?                        | ?                           |
| 2006 | 37 Teams | Fortschritt99            | Kubbsport Berlin       | ?                        | ?                           |
| 2007 | 41 Teams | Kubbsport Berlin         | Kubbteam Hartholz      | Schwedisches Bettenlager | Kubbenieure                 |
| 2008 | 48 Teams | Kubbteam Hartholz        | Fischkübbe             | Is mir auch egal         | Kärne Kubbärs International |
| 2009 | 38 Teams | Schwedisches Bettenlager | Team Initiative        | Kubb’Ings                | Rigama                      |
| 2010 | 28 Teams | Kubb’Ings                | Kubbios                | Gipfelstürmer            | Schwedisches Bettenlager    |
| 2012 | 22 Teams | Gipfelstürmer            | Biersekte              | Gneven                   | KubbKolonne                 |
| 2013 | 24 Teams | Kubb’Ings                | Fortschritt99          | Gipfelstürmer            | Motor RZKKC FCKW-Frei       |
| 2014 | 32 Teams | Gipfelstürmer            | Fortschritt99          | Durstiges Holz           | Motor RZKKC FCKW-Frei       |
| 2015 | 42 Teams | Kubb’Ings                | Fortschritt99          | PKJRZKKCFTW              | Gipfelstürmer               |
| 2016 | 36 Teams | Kubbless                 | Kubb’Ings              | Fortschritt99            | falklinge.com               |
| 2017 | 24 Teams | Gipfelstürmer            | Kubb’Ings King Killers | Fortschritt99            | Die Holzfäller              |
| 2018 | 21 Teams | Kubbless                 | ILTIS                  | Gipfelstürmer            | PKJ Günthers                |

##### Siegerliste Deutsche Doppelmeisterschaft
Zum ersten Mal wurde am 13. Juni 2015 die Deutsche Doppelmeisterschaft in Tangstedt ausgetragen. Die zweite Auflage fand am 4. Juni 2016 in Tornesch statt.
| Jahr | Teams    | 1. Platz          | 2. Platz                                                         | 3. Platz                                  | 4. Platz       |
| 2015 | 14 Teams | Kubb’Ings         | Gipfelstürmer                                                    | Schindhard feat. FSKB                     | King Killers   |
| 2016 | 14 Teams | Gipfelstürmer     | Der Lehrling und sein Meister machen das gemeinsame Meisterstück | Kubbless                                  | 25499er        |
| 2017 | 20 Teams | Gipfelstürmer     | Der zweite Versuch                                               | Hägar Schindhard                          | Durstiges Holz |
| 2018 | 32 Teams | AnGri             | Kubb’Ings                                                        | kubb-sh 1                                 | TNT-Killer     |
| 2019 | 27 Teams | Gipfelstürmer     | jpv kubb games                                                   | Opi und Stefan, bitte zur Turnierleitung! | kubb-sh 1      |
| 2020 | 24 Teams | Gipfelstürmer     | de Brudis                                                        | jpv kubb games                            | kubb-sh 1      |
| 2021 | 40 Teams | Kubb'Ings         | de Brudis                                                        | Gipfelstürmer                             | RZKKC          |
| 2022 | 29 Teams | Kubb Brother'Ings | Gipfelstürmer                                                    | Schünchen                                 | kubb-sh 41     |
| 2023 | 42 Teams | Kubb'Ings         | kubb-sh 2                                                        | jpv-games                                 | Gipfelstürmer  |
| 2024 | 50 Teams | Kubb'Ings         | De Woodys                                                        | Gipfelstürmer                             | Rolex          |

##### Siegerliste Deutsche Einzelmeisterschaft
Zum ersten Mal wurde am 31. August 2013 die Deutsche Einzelmeisterschaft in Tangstedt ausgetragen. Seit 2016 findet das Turnier in Tornesch statt.
| Jahr | Teams      | 1. Platz        | 2. Platz          | 3. Platz            | 4. Platz          |
| 2013 | 45 Spieler | Heiko Kreuzburg | Matthes Wiechmann | Robert Harnack      | Andreas Pieper    |
| 2014 | 24 Spieler | Jais Langer     | Heiko Kreuzburg   | Philipp Jaeschke    | Stefan Vorrink    |
| 2015 | 24 Spieler | Stefan Vorrink  | Heiko Kreuzburg   | Jais Langer         | Matthes Wiechmann |
| 2016 | 25 Spieler | Heiko Kreuzburg | Wolfgang Bosau    | Alex Fesser         | Boris Kaufmann    |
| 2017 | 46 Spieler | Heiko Kreuzburg | Stefan Vorrink    | Matthias Marx       | Olaf Klemt        |
| 2018 | 51 Spieler | Stefan Vorrink  | Olaf Klemt        | Marco Lindenschmidt | Alexander Patzer  |
| 2019 | 48 Spieler | Jais Langer     | Heiko Kreuzburg   | Olaf Klemt          | Wolfgang Bosau    |
| 2020 | 48 Spieler | Nils Patzer     | John Krause       | Christoph Fuchs     | Volker Siebelmann |
| 2021 | 53 Spieler | Jais Langer     | Robert Harnack    | Christoph Fuchs     | Nils Patzer       |
| 2022 | 55 Spieler | Jais Langer     | Alexander Patzer  | Boris Kaufmann      | Nils Patzer       |
| 2023 | 69 Spieler | Jais Langer     | Boris Kaufmann    | Volker Siebelmann   | Sven Mampe        |
| 2024 | 67 Spieler | Jais Langer     | John Krause       | Boris Kaufmann      | Klaus Riedel      |

##### Siegerliste Pfälzer Kubb Open
Das wohl größte und wichtigste Turnier aus sportlicher Sicht ist in Deutschland die Pfälzer Kubb Open. Diese werden seit 2012 in der „Kubb Hauptstadt“ Schindhard (Rheinland-Pfalz) ausgetragen.
Dieses Turnier ist und war mittlerweile auch bei Schweizern, Belgiern, Luxemburgern sehr beliebt und bereichert die Kubb Philosophie ungemein.
| Jahr | Teams     | 1. Platz          | 2. Platz            | 3. Platz                    | 4. Platz                      |
| 2012 | 61 Teams  | Gipfelstürmer     | RZKKC               | Hägar 2.0                   | Schindharder Buwe             |
| 2013 | 64 Teams  | Kubb'Ings         | Checkeletti         | RZKKC                       | De Giuseppe und sini Kubbcrew |
| 2014 | 63 Teams  | Kubb'Ings         | Gipfelstürmer       | KCUA Streusalz              | Dr. Tatanka Mastrolorenzo     |
| 2015 | 56 Teams  | Kubb'Ings         | La Familia          | The inglourious Whisky Boys | T'Is Gebeurd                  |
| 2016 | 71 Teams  | Kubb'Ings         | Fixnxx              | Gipfelstürmer               | PKJ I                         |
| 2017 | 80 Teams  | Kubb'Ings & Wayne | Dissers             | KP Wilddogs                 | Insalata Panda                |
| 2018 | 94 Teams  | KP Wilddogs       | Team Panda          | Horstcrew                   | Kubb Rogers                   |
| 2019 | 82 Teams  | Horstcrew         | Fightkubb ft. Wally | KP Wilddogs                 | Dissers                       |
| 2022 | 95 Teams  | Kubb'Ings         | Disser Upgraded     | Famagusta                   | Hoekskubb onder a Gat         |
| 2023 | 96 Teams  | Famagusta         | Beast               | De Woodys                   | Kubb Monsieur                 |
| 2024 | 126 Teams | Kubb'Ings         | Gipfelstürmer       | Kubb Monsieur               | De Woodys                     |

#### Landesmeisterschaften
In Deutschland werden seit 2012 immer mehr Regionalmeisterschaften in den Bundesländern ausgespielt.

#### Schweiz
Die Schweizer Meisterschaft wird seit 2004 jährlich durchgeführt. Bis 2010 fand sie in Murten statt. 2011 und 2012 gab es keine Schweizer Meisterschaft. Seit 2013 wird das Turnier in Meiringen durchgeführt. Nebst der nationalen Meisterschaft werden jährlich rund zwölf Kubb-Turniere organisiert, darunter das Swiss Kubb Open in Basel, das Turnier Kubb It Up in Baden und der KCUA-Cup in Leuggern AG (viermal infolge zum besten Schweizer Kubbturnier gekürt). Sämtliche Turniere fließen in die Jahresrangliste des Schweizer Kubbverbands ein.

#### Österreich
Seit 2012 werden die österreichischen Kubb-Meisterschaften ausgespielt.

#### Weitere
Auch in Italien, Belgien, Niederlanden, Frankreich und England werden regelmäßig Meisterschaften ausgespielt.

### Landesmeisterschaften (außerhalb von Europa)
Kubb wird auch außerhalb von Europa immer beliebter, so werden seit Jahren regelmäßig Meisterschaften z. B. in den USA und Australien ausgespielt.